# За два кроки від «Раю»
«За два кроки від „Раю“» (рос. «В двох шагах от „Рая“») — український радянський пригодницький воєнний фільм Теймураза Золоєва, знятий за мотивами однойменній повісті Сергія Наумова. Прем'єра відбулась у травні 1985 року.

## Сюжет фільму
Події фільму розгортаються 1944 року у чехословацьких Карпатах. Вже три групи розвідників зникли під час пошуків німецького стратегічно важливого об'єкту в горах, який має кодову назву «Рай». І ось для послідуючих пошуків була сформована нова, четверта, розвідувальна група із найкращих розвідників під керівництвом капітана Долгінцева. Їхня задача віднайти схований у скелі склад уранової руди та знищити його.

## В ролях
| Актор                 | Роль              |
| --------------------- | ----------------- |
| Ремігіюс Сабуліс      | капітан Долгінцев |
| Мартіньш Вілсонс      | Франц Грайнер     |
| Олексій Булдаков      | Толстих           |
| Віктор Євграфов       | Чилікін           |
| Роландс Загорскіс     | чех Долечек       |
| Мухтарбек Кантеміров  | Володимир Астаєв  |
| Ірина Мельник         | Іра               |
| Валентінас Масальскіс | Рост              |
| Любомирас Лауцявічюс  | Зіґфрід Хьоніш    |
| Микола Олійник        | полковник         |
| Ерікс Вілсонс         | Карл              |
| Леонардас Зельчюс     | Кройш             |
| Олександр Мовчан      | генерал           |

## Знімальна група
- Режисер-постановник: Теймураз Золоєв
- Сценаристи: Георгій Садовніков, Сергій Наумов
- Оператор-постановник: Едуард Тімлін
- Художники-постановники: Володимир Єфімов, Леонід Розсоха
- Композитор: Євген Птичкін
- Звукооператори: Едуард Гончаренко, Юхим Турецький
- Режисер: Н. Попова
- Оператор: Олександр Чубаров
- Художник по костюмах: Неллі Мельничук
- Художник-гример: Людмила Друмирецька
- Монтажер: Л. Мальцева
- Редактор: Тамара Хміадашвілі
- Директор картини: Галина Соколова